# HR 7322
Désignations
HR 7322, aussi désignée KIC 10005473 ou HD 181096, est une étoile binaire de la constellation boréale du Cygne. De magnitude apparente 6,00, elle est tout juste visible à l'œil nu sous un ciel préservé de la pollution lumineuse. L'étoile primaire, désignée HR 7322 A, est une étoile sous-géante de  type F, tandis que son compagnon, HR 7322 B, est une naine rouge de dixième magnitude.

## Environnement stellaire
HR 7322 est distante de ∼ 137 a.l. (∼ 42 pc) de la Terre et elle se rapproche du système solaire avec une vitesse radiale de −44,5 km/s.
L'étoile possède un compagnon stellaire de 10e magnitude, HR 7322 B, ou UCAC3 275-150343 qui partage un mouvement propre et une parallaxe commune avec HR 7322 A, ce qui suggère que les deux étoiles sont physiquement liées,,, faisant de HR 7322 une étoile binaire.

## Propriétés

### HR 7322 A
HR 7322 A est une étoile sous-géante jaune-blanc de type spectral F6IV, ce qui signifie qu'elle a récemment épuisé les réserves en hydrogène qui étaient contenue dans son noyau et qu'elle commence à évoluer pour devenir à terme une géante rouge. Elle est 1,35 fois plus massive que le Soleil et elle est deux fois plus grande que l'étoile du système solaire. Elle est 5,7 fois plus lumineuse que le Soleil et sa température de surface est de 6 350 K. Sa métallicité, c'est-à-dire son abondance en éléments chimiques plus lourds que l'hélium, n'est que de 59 % équivalente à celle du Soleil.

### HR 7322 B
HR 7322 B est une naine rouge de type spectral M2.5 et de magnitude apparente 10,1. En date de 2015, elle était située à une distance angulaire de 40,5 secondes d'arc et à un angle de position de 323° de HR 7322 A.